# 微批
微批（英語：Paratext）是一個香港學術評論網站，由文學評論家譚以諾和查映嵐創辦，內容以文學評論、訪問、專題報道和書介為主，亦會刊登一般只會在購書平台列出的新書書序。該網站以邀稿形式自資營運，編輯團隊有六人，與實體文學雜誌《樣本》有合作關係。微批的成立目的是想善用網路媒介，以慢活和重視深度的方式推廣文學，提供平台予作家和文學評論人。同時，網站亦會用視頻文書、社交媒體直播等形式探討文學議題，希望以更多元的方式去討論文學。